# Javorie (Javorie)
Javorie (1044 m n. m.) je nejvyšším bodem stejnojmenného pohoří. Nachází se v prostoru mezi obcemi Vígľašská Huta-Kalinka, Horný Tisovník a Pliešovce na hranici okresů Detva a Zvolen (Banskobystrický kraj). Vrcholem prochází hranice vojenského újezdu Lešť. Hora je porostlá vzrostlým smíšeným lesem.

## Přístup
- po modré  značce z Vígľašské Huty na rozcestí Polomy, dále po neznačené lesní cestě na vrchol